# Bibiana Beglau
Bibiana Beglau (ur. 16 lipca 1971 w Brunszwiku, w Dolnej Saksonii) − niemiecka aktorka, laureatka Srebrnego Niedźwiedzia dla najlepszej aktorki podczas Festiwalu Filmowego w Berlinie za rolę w filmie Legenda Rity.

## Życiorys
Bibiana Beglau urodziła się jako córka funkcjonariusza celnego i pielęgniarki. Po ukończeniu wydziału dramatycznego na Hochschule für Musik und Theater w Hamburgu, pracowała m.in. z Einarem Schleefem, Christophem Schlingensiefem i Falkiem Richterem.
Zasłynęła tytułową rolą Rity Vogt w filmie Volkera Schlöndorffa Legenda Rity (2000), za którą otrzymała nagrodę na Festiwalu Filmowym w Berlinie, Srebrnego Niedźwiedzia dla najlepszej aktorki i została nominowana do Europejskiej Nagrody Filmowej. Również w tym samym roku otrzymała nagrodę Ulrich-Wildgruber-Preis. W 2004 roku, aktorka ponownie wystąpiła w filmie w reżyserii Volkera Schlöndorffa pt. Dziewiąty dzień. Za występ w filmie Pod lodem, Bibiana Beglau otrzymała w 2007 roku, wraz z reżyser Aelrun Goette i operatorem Jensem Harantem nagrodę Adolf-Grimme-Preis.
Od 1996 roku grywała w czołowych niemieckojęzycznych teatrach, takich jak wiedeński Burgtheater, berliński Schaubühne, Schauspielhaus w Zurychu, Düsseldorfer Schauspielhaus, Thalia Theater w Hamburgu czy Volksbühne Berlin. Od 2009 roku występuje na stałe na deskach Thalia Theater w Hamburgu.
Bibiana Beglau jest również lektorką i narratorką audiobooków.

## Filmografia
Filmy fabularne
- 2010: Der letzte Angestellte jako pani Blochs
- 2009: What You Don't See jako Luzia
- 2007: Il pugno di Gesù
- 2006: Reverence jako Eva
- 2006: König Ottokars Glück und Ende jako Kunigunde von Massovien
- 2005: 3° kälter jako Marie
- 2005: Pod lodem (Unter dem Eis) jako Jenny Niemayer
- 2005: Ricordare Anna jako Anna Looser
- 2005: Der grosse Schlaf jako Louise
- 2004: Off Beat jako dr Tod / Pani Neumann
- 2004: Nachtangst jako Sonja Wörner
- 2004: Dziewiąty dzień (The Ninth Day) jako Marie Kremer
- 2003: Belmondo
- 2002: Dziesięć minut później – Wiolonczela (Ten Minutes Older: The Cello) jako dziewczyna (nowela „The Enlightenment”)
- 2001: Liebesschuld jako Anke Hinrich
- 2001: Birthday jako Bibiana
- 2000: Legenda Rity (Die Stille nach dem Schuß) jako Rita Vogt
- 2000: Doppelpass jako Rebecca
- 2000: Der Briefbomber jako Irina Zehender
- 1999: No Sex jako Natalia
- 1999: Frank
- 1997: Gegen den Strom jako Jenny
- 1997: Mörderischer wohnen – Der Tod des letzten Mieters
- 1996: Absprung jako Jill
- 1996: 2 1/2 Minuten
- 1995: Der Mörder und sein Kind jako Sonja
- 1995: Neulich am Deich jako Sabine

Seriale telewizyjne
- 2010: SOKO Stuttgart jako dr Verena Holl
- 2010: Gier jako Senatorka
- 2009: Ein Fall für zwei jako Janine Schulze
- 2005: SOKO Kitzbühel jako Ela Neidhardt
- 2002-2010: Tatort jako Karoline Schmidt / Carmen Radzynska / Rafaela / Sarah / Edith Siemers

## Nagrody
- Nagroda na MFF w Berlinie Najlepsza aktorka: 2000 Legenda Rity